# Albert Ernst
Albert Ernst (Wolfsburg, 15 novembre 1912 – Iserlohn, 21 febbraio 1986) è stato un militare tedesco.

## Biografia
Nato a Wolfsburg il 15 novembre 1912, Albert Ernst entrò nell'esercito tedesco a 18 anni nel 1930. Venne assegnato alla 2ª compagnia del 4º battaglione autieri e successivamente passò al 12º reggimento tiratori scelti di Havelstadt. Trasferito alla 24ª divisione di fanteria del 24º battaglione anticarro di stanza a Lipsia, passò poi alla 2ª compagnia motociclistica prussiana. Durante quel periodo frequentò una scuola professionale dell'esercito a Lipsia per divenire istruttore dell'esercito, e nell'estate del 1939 divenne aspirante ufficiale.
Ebbe modo di distinguersi nel corpo carristi sia sul fronte occidentale che su quello orientale, e fu promosso tenente nel 1943. Divenne in breve tempo un asso del corpo dei carristi con l'abbattimento durante la guerra di 75 mezzi nemici col suo Nashorn. In particolare abbatté 21 mezzi in un giorno solo durante la battaglia di Vitebsk, motivo per cui fu noto col soprannome di "La tigre di Vitebsk". A seguito di quest'azione il 22 gennaio 1941 ottenne la croce di cavaliere dell'ordine della croce di ferro.
Durante un combattimento invernale sul fronte orientale Ernst venne colpito gravemente alla testa e per questo, dopo essersi ripreso, divenne comandante della 150ª brigata panzer sotto il comando di Otto Skorzeny. In quel ruolo prese parte all'offensiva delle Ardenne ed alle operazioni che portarono alla rimozione di Miklós Horthy dal governo dell'Ungheria.
Ebbe nuovamente modo di distinguersi nella battaglia di Remagen, che però non venne vinta  pur impiegando dei nuovissimi Jagdpanzer VI Jagdtiger. Lo scontro in quella battaglia venne condizionato dalle preponderanti forze alleate e Ernst, che era anche comandante del campo di raccolta prigionieri di Iserlohn, alla fine decise di arrendersi. Per il valore e la collaboratività dimostrati gli venne offerta la libertà, ma decise di rimanere  prigioniero degli americani, come disse, se i suoi uomini lo rimanevano.
Dopo la guerra venne liberato, ma decise di continuare a risiedere a Iserlohn dove morì nel 1986 a 73 anni.